# 2014년 KBL 드래프트
2014 프로농구 신인 지명회의(2014 KBL Draft)는 2014년 9월 17일 잠실학생체육관에서 열렸다

## 지명 방식
- 1~8순위 추첨은 지난시즌 3~10위팀을 대상으로 한다.(단, 오리온스는 kt의 1라운드 지명권양도로인해 1라운드 2명 선발 가능, kt는 오리온스의 2라운드 지명권양도로인해 2라운드 2명 선발 가능)
- 9순위로는 창원 LG 세이커스, 10순위는 울산 모비스 피버스가 자동 배정
- 2라운드부터는 지명순서의 역순으로 지명한다.
- 귀화 혼혈 선수 드래프트에서 지명권을 행사한 팀은 국내 신인 드래프트에서 1라운드 지명권 없이 2라운드 맨 뒷순위로 밀리게 된다.

| 지명순위 | 1        | 2    | 3        | 4   | 5    | 6           | 7        | 8  | 9  | 10     | 14 |
| -------- | -------- | ---- | -------- | --- | ---- | ----------- | -------- | -- | -- | ------ | -- |
| 팀       | 오리온스 | 삼성 | 전자랜드 | KCC | 동부 | KGC인삼공사 | 오리온스 | SK | LG | 모비스 | kt |

## 드래프트 결과
- 일반 참가 선수는 출신교를 따로 표기하지 않았음.

| 지명 순위 | 오리온스          | 삼성            | 전자랜드        | KCC             | 동부            | KGC인삼공사     | 오리온스        | SK              | LG              | 모비스          |
| --------- | ----------------- | --------------- | --------------- | --------------- | --------------- | --------------- | --------------- | --------------- | --------------- | --------------- |
| 1         | 이승현 (고려대)   | 김준일 (연세대) | 정효근 (한양대) | 김지후 (고려대) | 허웅 (연세대)   | 김기윤 (연세대) | 이호현 (중앙대) | 이현석 (상명대) | 최승욱 (연세대) | 배수용 (경희대) |
| 지명 순위 | 모비스            | LG              | SK              | kt              | KGC인삼공사     | 동부            | KCC             | 전자랜드        | 삼성            | kt              |
| 2         | 김수찬 (명지대)   | 주지훈 (연세대) | 최원혁 (한양대) | 박철호 (중앙대) | 석종태 (동국대) | 김영훈 (동국대) | 한성원 (경희대) | 이진욱 (상명대) | 배강률 (명지대) | 강희원 (건국대) |
| 지명 순위 | 오리온스          | 삼성            | 전자랜드        | KCC             | 동부            | KGC인삼공사     | kt              | SK              | LG              | 모비스          |
| 3         | 김만종 (성균관대) | -               | -               | -               | -               | -               | -               | -               | -               | 박민혁 (건국대) |

## 드래프트 화제
- 대학 최고 라이벌로 꼽히는 고려대와 연세대가 1,2순위를 나눠가진 건 드래프트 도입 이래 처음이다.
- 이번 드래프트에서 가장 주목 받았던 이승현이 전체 1순위로 고양 오리온스의 지명을 받게 되었다.
- 고양 오리온스가 1순위 지명권을 가진건 프로 출범 이후 처음이다.
- 전체 5순위로 지명된 허웅의 아버지는 허재 전 KCC 이지스 감독이다.
- 고려대에서 1순위를 배출한 것은 1999년 이규섭 이후 15년만이다.
- KGC 인삼공사에서 지명한 김기윤은 외모와 출신대학이 김태술과 닮아 화제가 되었다.

## 같이 보기
- KBL 드래프트